# تیهارو
تیهارو (به لاتین: Tiharu) یک منطقهٔ مسکونی در استونی است که در شهرستان هیو واقع شده‌است.